# تسخين الأسلاك
تسخين الأسلاك هي عبارة عن عملية تجاوز تشغيل السيارة بالمفتاح وتشغيلها بدون مفتاح وتستخدم هذه الطريقة غالبا في سرقة السيارات. ومع ذلك فأن مالك السيارة الشرعي والذي فقد مفتاح سيارته قد يستخدمها وكذلك من يمتلك مركبة بمفتاح غير صالح للتشغيل (مثل السيارات القديمة المستهلكة).

## الأساليب
تتضمن عملية تسخين الأسلاك على العموم توصيل الأسلاك بحيث تكمل الدائرة الكهربائية عندما يكون المفتاح في وضع «التشغيل» (تشغيل مضخة الوقود والمكونات المهمة الأخرى) وثم مس السلك الآخر الذي يتصل بمفتاح التشغيل.
تعتمد طريقة توصيل السيارة بتسخين الاسلاك على نظام الإشعال الكهربائي لسيارة معينة. تتمكن وحدات التشغيل عن بعد من الوصول إلى نفس الأسلاك التي تصل اليها طرق الإشعال التقليدية. وتوجد أحيانا في قواعد بيانات الإنترنت قوائم بألوان الأسلاك ومواقعها وخطط نظام الإشعال.
وبالنسبة للدراجات النارية والسيارات القديمة جدا والتي غالبا ما تحتوي على محرك مكربن وملف وموزع إشعال واحد فيتم توصيل الاسلاك من حجرة المحرك. وفي العادة يكون استخدام خيار القفل القياسي لبدء تشغيل السيارة غير فعال وذلك لأن معظم السيارات حاليا تستخدم أجهزة منع الحركة أو التحقق من مفتاح جهاز الإرسال والأستقبال.
وعلى خلاف ذلك فغالبا ما تكون معظم أنواع الدراجات النارية أسهل في عملية تسخين الاسلاك وخاصة في الدراجات البخارية والدراجات القديمة المكشوفة والتي تفتقر إلى عوامل الأمان المتطورة والتي تتجاوز الأقفال الميكانيكة ومفتاح التشغيل التقليدي.
يقوم اللصوص أحيانا والذين يفتقرون إلى المهارات الميكانيكية الأساسية والمعرفة بالأنظمة الكهربائية للسيارات باستخدام القوة البدنية لتجاوزقفل التشغيل محطمين بذلك الآلية الرئيسية للكشف عن مفتاح الدوران والذي يتم تشغيله بالمفتاح.